# Всеукраїнське товариство Івана Огієнка
Всеукраїнське товариство Івана Огієнка — всеукраїнська громадська організація.
Рішення про заснування було ухвалене 17 квітня 1992 р. в Кам'янці-Подільському під час першої в Україні науково-теоретичної конференції «Духовна і науково-педагогічна діяльність І. І. Огієнка (1882—1972 рр.)». Головою товариства обрано кам'янчанку — кандидата філологічних наук Євгенію Сохацьку.
27 травня 1992 р. відбулися установчі збори Всеукраїнського Товариства Івана Огієнка, головною метою якого було визначено проведення широкої культурно-просвітницької, пропагандистської роботи щодо спадщини Івана Огієнка.
1993 р. — Всеукраїнське товариство Івана Огієнка зініціювало вузівський референдум, зібрало сотні підписів викладачів та студентів на підтримку ідеї надання Кам'янець-Подільському університету імені Івана Огієнка.
У 1994 р. разом із Національною спілкою письменників України, Житомирською обласною радою народних депутатів та Фондом розвитку мистецтв України заснувало Всеукраїнську премію імені Івана Огієнка. Щорічне урочисте вручення премії лауреатам у галузі літератури і мистецтва, в галузі науки і освіти, в галузі громадської, політичної та церковної діяльності відбувалося в день пам'яті Івана Огієнка — 29 березня на його батьківщині в Брусилові, починаючи з березня 1995 р.
1997 рік рядом громадських організацій, у тому числі й Товариством, було проголошено роком Івана Огієнка. Всеукраїнським товариством Івана Огієнка у м. Кам'янець-Подільський знову на базі філологічного факультету університету проведено другу Всеукраїнську наукову конференцію «Духовна і наукова педагогічна діяльність І. І. Огієнка (1882—1972 рр.)».
З часу заснування товариство очолювала Євгенія Іванівна Сохацька, а з 29 жовтня 2014 головою товариства є Сергій Іванович Болтівець.